# 앨리시아 리 윌리스
앨리시아 리 윌리스(Alicia Leigh Willis, 1978년 3월 1일 ~ )는 미국의 배우, 텔레비전 배우, 영화배우이다.
애틀랜타에서 태어났다.

## 방송
- L워드 시즌5
- 제7의 천국
- 제너럴 호스피털

## 영화
- 더 스튜던트 (2017년)
- 데인저러스 컴퍼니 (2015년)
- 줄리아 엑스 (2011년) - 제시카 역
- 테러 익스페리먼트 (2010년)
- 레이븐 (2009년) - 산드라 역
- 아메리칸 헤이레스 (2007년)
- 내셔널 트레져: 비밀의 책 (2007년)
- 하우 하이 (2001년)
- 여기보다 어딘가에 (1999년)
- 로스트 & 파운드 (1999년)
- 제7의 천국 (1996년)